# سوسک لاک‌پشتی طلایی
سوسک لاک‌پشتی طلایی (نام علمی: Charidotella sexpunctata) نام یک گونه از تیره سوسک‌های درختی است. این سوسک بومی قاره آمریکا است و ۵ تا ۷ میلی‌متر طول دارد.
آنها اغلب به دلیل رنگ طلایی قابل توجهشان به نام حشرات طلایی نامیده می شوند. توانایی تغییر رنگ سریع، باعث می شود سوسک لاک پشتی طلایی، از نوع سوسک خاص باشد. زمانی که خطری متوجه این جانور شود به سرعت رنگ خود را به رنگ نارنجی درخشان (طلایی مانند) تغییر خواهد داد. این تغییر رنگ در زیر ۲ یا ۳ دقیقه اتفاق می افتد.